# Rhipidura dedemi
Rhipidura dedemi е вид птица от семейство Rhipiduridae.

## Разпространение
Видът е разпространен само в Индонезия, на остров Серам.